# Обсерватория Кандилли
Обсерватория Кандилли или более формально Обсерватория Кандилли и Институт исследований землетрясений (KOERI, тур. Kandilli Rasathanesi ve Deprem Araştırma Enstitüsü — турецкая обсерватория, также специализирующаяся на исследованиях землетрясений. Она расположена в Кандилле района Ускюдар на анатолийской стороне Стамбула, на вершине холма с видом на Босфор .

## История
Обсерватория, названная первоначально «Imperial обсерваторией» (осман. Rasathane-i Amire‎ , установленная в 1868 году в Румелийской части Стамбула, была посвящена в основном для прогнозирования погоды и точного хронометража.
Во время инцидента 31 марта 1909 обсерватория была уничтожена повстанцами. Однако в следующем году профессору Фатину (позже Фатину Гекмену) было поручено возобновить обсерваторию. Он выбрал нынешнее место как месторасположение обсерватории. Систематические исследования начались 1 июля 1911 года. После нескольких смен названия к 1940 году устоялось «Обсерватория Кандилли, астрономия и геофизика». В 1982 году обсерватория была присоединена к университету Богазичи. Позже учреждение было переименовано в Обсерваторию Кандилли и Научно-исследовательский институт землетрясений (KOERI).

## Структура учреждения
Обсерватория Кандилли состоит из следующих отделов, лабораторий и других учреждений, расположенных в пределах её кампуса:
Кафедры

- Сейсмостойкое строительство
- Геодезия
- Геофизика

Лаборатории

- Астрономия
- Геомагнетизм
- Метеорология
- Оптика

Другие отделы

- Музей землетрясений
- Национальный центр мониторинга землетрясений
- Станция магнитного мониторинга
- Станция мониторинга геодезии и магнитики
- Подразделение по вопросам подготовки к стихийным бедствиям
- Солнечная башня
- Институт биомедицинской инженерии
- Научно-исследовательский центр телекоммуникаций и информатики

Кроме того, обсерваторией за пределами кампуса управляют следующие центры:
- Центр мониторинга ядерных испытаний Belbaşı, бывшая станция сейсмических исследований Belbaşı (Belbaşı, провинция Анкара)
- Центр уменьшения ущерба от землетрясений Изник (Iznik Deprem Zararlarinin Azaltilmasi Merkezi) (Изник, провинция Бурса)

## Список литературы
1. ↑  ROR Data — v1.19 — 2023. — doi:10.5281/ZENODO.7644942
2. ↑  Tubiba map. Дата обращения: 22 января 2013. Архивировано 3 августа 2016 года.
3. ↑  KOERİ History page. Дата обращения: 4 сентября 2020. Архивировано 3 октября 2020 года.